# Проклеймърс
„Проклеймърс“ (на английски: The Proclaimers) е фолк рок група от Единбург, Шотландия, състояща се от 2 братя близнаци – Чарли и Крейг Райд.
Стават известни с песните си „Letter from America“ и „I'm Gonna Be (500 Miles)“. През 1990 г. кавър версията им на класиката от 1965 г. „King of the Road“ на Роджър Милър става международен хит и достига далеч в музикалните класациите в цяла Европа.
Три години по-късно „I'm Gonna Be (500 Miles)“, тогава като главна песен от филма Бени и Джун, им донася най-големия международен успех, на който са се радвали. Песента достига до номер 3 в САЩ. Това им помага и за комерсиализацията на излезлия 1994 г. албум Hit the Highway. През следващите години успехът им намалява и близнаците си дават почивка от музиката. Едва в началото на XXI век издават няколко нови албуми, и които отново влизат в класациите. Песента им „I'm on My Way“ се появява в саундтрака на излезлия 2001 г. филм Шрек.
През 2007 г. Чарли и Крейг празнуват завръщането си в класациите с помощна на двамата британски комици Питър Кей и Мат Лукас, известни като Брайън Потър & Анди Пипкин. Четиримата издават за повторен път навършилата вече 19 години песен 500 Miles и Проклеймърс за първи път покорява върха на британските музикални класации.

## Дискография

### Сингли
- Letters from America (1987, UK #3)
- Make My Heart Fly (1988, UK #63)
- I'm Gonna Be (500 Miles) (1988, UK #11)
- Sunshine on Leith (1988, UK #41)
- I'm on My Way (1989, UK #43)
- King of the Road (EP, 1990, UK #9, DE #54)
- I'm Gonna Be (500 Miles) (1993, US #3, DE #40)
- Let's Get Married (1994, UK #21)
- What Makes You Cry (1994, UK #38)
- Theses Arms of Mine (1994, UK #51)
- (I'm Gonna Be) 500 Miles (с Браян Потър & Анди Пипкин, 2007, UK #1)
- Whole Wide World (2007)

### Албуми
- This Is the Story (1987, UK #43)
- Sunshine on Leith (1988, UK #6, US #31)
- Hit the Highway (1994, UK #8)
- Persevere (2001, UK #61)
- The Best of the Proclaimers 1987 – 2002 (2002, UK #30)
- The Best of the Proclaimers 1987 – 2002 (2002) [DVD]
- Born Innocent (2003, UK #70)
- Finest (2004 [UK])
- Restless Soul (2005)
- Life with You (2007)